# Maximiliano Abad
Maximiliano Abad (Ranchos, provincia de Buenos Aires, 30 de mayo de 1977) es un abogado y político argentino perteneciente a la Unión Cívica Radical, actualmente es senador nacional por Buenos Aires.

## Biografía
Estudió en la Facultad de Derecho de la Universidad Nacional de Mar del Plata. Vive en Mar del Plata.

### Política
Empezó a militar en la Unión Cívica Radical fue parte de la Franja Morada. En 2007 fue electo concejal del partido de General Pueyrredón por el radicalismo junto a Fernando Rizzi donde salió tercero entrando solo dos concejales, fue reelecto para el cargo del periodo 2011-2015 nuevamente saliendo tercero pero esta vez entró junto a Mario Rodríguez por la alianza Unión para el Desarrollo Social.
En las elecciones provinciales de Buenos Aires de 2015 fue elegido diputado provincial por la quinta sección electoral para el periodo 2015-2019 y reelecto en 2019 por la coalición Juntos por el Cambio para el periodo 2019-2023. Desde diciembre de 2019 es el presidente del bloque de Juntos por el Cambio en la Cámara de diputados de la provincia.

#### Abad presidente de la UCR provincia de Buenos Aires (2021-presente) y precandidato a gobernador
En el año 2005 encabezó una marcha en cabeza de la Universidades como presidente de la FUA (Federación Universitaria Argentina), a favor de la Cumbre de los Pueblos, (Nestor - Evo - Chavez), luego en el año 2008 un giro de 180 grados para alinearse a las ideas de Ernesto Sanz y jugar políticamente en el 2015 con Mauricio Macri, terminando siendo presidente del bloque de la Camara de Diputados de la Provincia de Bs. As.
En ese rol fue imputado cuando em 2018 el periodista Juan Amorín reveló la trama mediante la cual Cambiemos utilizó el nombre de beneficiarios sociales para blanquear dinero en la campaña de las elecciones legislativas de 2017, en dicha investigación se reveló que aparecía cientos de aportantes "truchos" de extrema pobreza aportando miles de pesos a la campaña de Esteban Bullrich y Graciela Ocaña, a pesar de que ninguno de los aportantes sabía que habían aportado para la campaña de Cambiemos. Días después trascendieron casos similares de personas que figuraban como aportantes de decena de miles de pesos a la campaña de María Eugenia Vidal, Maximiliano Abad Daniel Salvador sin conocimiento de ellos, entre ellos el caso de Jorge Más que figuraba aportando 50.000 a la campaña de vidal 2015, sin saberlo. El damnificado afirmó que descubrió la maniobra en 2016, a raíz de un trabajo que estaba haciendo un joven que buscaba sus datos personales, descubrió que aparece como un aportante de Cambiemos junto a un grupo de personas de Pehuajó, incluyéndome”, explicó además que : "Aquí tomaron los datos que presentamos para ser autorizados por la Justicia electoral para confeccionar las boletas y nos hicieron figurar como aportantes. A mí me pusieron 50 mil pesos, y esos aportes fueron realizados en una sucursal del Congreso, acá había gente de Pehuajó y también de Henderson, que al consultar me dijeron que no habían aportado esas suma". La causa a cargo de la jueza Servini de Crubia se encuentra paralizada dese 2016.

El 11 de marzo de 2020 buscó la presidencia de la UCR bonaerense en octubre pero fue reprogramada para marzo del 2021 debido a la pandemia de covid 19 y que cuenta con el apoyo del actual presidente Daniel Salvador y  Erica Revilla intendenta de General Arenales Enfrenta al intendente de San Isidro, Gustavo Posse que lanzó su candidatura el 4 de septiembre. Maxi Abad ganó la interna a Posse 51,5% a 48,5%.
Para las elecciones Legislativas PASO, apoyó a Facundo Manes contra el candidato del PRO, Diego Santilli. Siendo derrotado por Santilli, finalmente Manes es electo diputado nacional.
En octubre de 2022, Abad logra una lista de unidad con los grupos internos de Martin Lousteau y Gustavo Posse. De esta manera Abad es nuevamente elegido presidente del radicalismo bonaerense pero a pesar de ello Posse anunció que buscaría la candidatura a gobernador. Abad anuncio en noviembre que al igual que Posse buscaría la candidatura a gobernador por la UCR

#### Candidato a Senador Nacional 2023
Finalmente debido a las encuestas Abad baja su candidatura a gobernador el 23 de junio para ir como senador nacional por la provincia de Buenos Aires en la lista de Patricia Bullrich junto a María Eugenia Talerico,.

## Historial electoral
|  | 15,18 % |

|  | 13,63 % |

|  | 15,22 % |

|  | 42,75 % |

|  | 46,41 % |

|  | 44,49 % |

|  | 48,07 % |

|  | 17,24 % |

|  | 26,38 % |